# Diethylammoniumchlorid
Diethylammoniumchlorid ist eine chemische Verbindung aus der Gruppe der Chloride. Es ist das Hydrochlorid von Diethylamin.

## Gewinnung und Darstellung
Diethylammoniumchlorid kann durch Reaktion von Diethylamin mit Chlorwasserstoff gewonnen werden.
{\displaystyle \mathrm {C_{4}H_{11}N+HCl\longrightarrow C_{4}H_{12}ClN} }

## Eigenschaften
Diethylammoniumchlorid ist ein brennbarer, feuchtigkeitsempfindlicher, hygroskopischer weißer Feststoff mit ammoniakartigem Geruch, der leicht löslich in Wasser ist.